# Batkid Begins
Batkid Begins is een Amerikaanse documentaire uit 2015 onder regie van Dana Nachman.
De vijfjarige Miles Scott leed drie jaar aan de ziekte leukemie voor die in remissie ging. De Amerikaanse Make-A-Wish-stichting vervulde Miles' droomwens door hem één dag als Batkid 'de misdaad te laten bestrijden' in San Francisco. De stad werd op 15 november 2013 voor Miles opgetuigd als Gotham City, waarbij circa 25000 mensen hem vanaf de kant aanmoedigden. Hij kreeg daarbij een Batmankostuum, een Batmobile en hulp van vrijwilligers verkleed als personages uit de Batmanverhalen. Zij speelden een paar scènes met Miles. Toenmalig Amerikaans president Barack Obama werkte mee aan de dag door een videoboodschap in te spreken met de woorden": 'Way to go, Miles! Way to save Gotham!' (Goed zo, Miles. Je hebt Gotham gered.').
Op sociale media berichtte onder andere acteur Ben Affleck dat Batkid 'de 'beste Batman ooit' is (Affleck bevond zich op dat moment in de productiefase van een film waarin hijzelf Batman speelt). Het nieuws over het bestaan van deze actie bereikte circa 2 miljard mensen over de hele wereld. Door middel van een crowdfunding-campagne werd in augustus 2014 besloten om van het beeldmateriaal een documentaire te maken.

## Rolverdeling
De scènes werden gespeeld door onder andere:
- Eric Johnston - Batman
- Mike Jutan - Penguin
- Philip Watt - Riddler

## Achtergrond
Aan deze gelegenheid hebben ook als zichzelf meegewerkt Ed Lee de burgemeester van San Francisco, Hans Zimmer de filmcomponist van Christopher Nolan's The Dark Knight-trilogie en de actrices Naomi Kyle en Ama Daetz.
Oorspronkelijk was de documentaire gepland op 15 november 2014 onder de titel Batkid Begins, refererend aan de film Batman Begins, deze datum werd echter verplaatst naar 24 januari 2015 waar de film in première ging op het Slamdance Film Festival in Park City (Utah) onder de titel Batkid Begins: The Wish Heard Around the World. Eind januari 2015 werd door de actrice Julia Roberts bekendgemaakt om het verhaal van de documentaire te gaan verfilmen. In april 2015 werd door Warner Bros. aangekondigd om de documentaire wereldwijd te gaan uitbrengen in samenwerking met New Line Cinema, waarbij Warner Bros. de documentaire in de Verenigde Staten zal distribueren en New Line Cinema in de overige delen van de wereld.